# La Guerra de las Rosas (Telenovela)
La guerra de las Rosas fue una telenovela colombiana creada por Luis Felipe Salamanca y Dago García producida por Caracol Televisión en 1999. Fue protagonizada por Natalia Betancurt y Luigi Aycardi, con la participación antagónica de Catherine Siachoque y con las actuaciones estelares de las primeras actrices Teresa Gutiérrez, Chela del Río,así como Enrique Carriazo y fue la última interpretación que realizó el primer actor Álvaro Ruiz, quien falleció poco tiempo después de finalizada la novela.
El 18 de septiembre de 2017, regresó a Colombia por parte de la cadena Más Qué Entretenimiento, en sustitución de Luna, la heredera, esta vez en el horario de las 06:00 p. m. de lunes a viernes, con capítulos de una hora con comerciales. Su repetición finalizó el 18 de mayo de 2018, y fue sustituida por la telenovela brasileña Escrito en las Estrellas.

## Sinopsis
Rosa María Henao (Natalia Betancurt) siempre estuvo consciente que tendría que esforzarse mucho si quería salir del mundo en el que estaba viviendo. Cuando llegó a Bogotá y se hospedó en casa de sus parientes no imaginó que sus primos, Hugo, Paco y Luis, la meterían en tantos problemas, la mayoría de ellos propiciados por la mediocridad, pereza y arribismo que siempre los caracterizan.
Con grandes esfuerzos pudo adelantar sus estudios al tiempo que trabajaba en todo lo que se le presentaba y ayudaba en los oficios en casa de sus parientes. 
En la universidad conoció a Rosa Emilia (Catherine Siachoque), quien a la postre sería su mejor amiga y por cosas del destino también su más terrible enemiga. Rosa Emilia, hija de un político inescrupuloso que a punta de tráfico de influencias había cosechado una fortuna inmensa. Las dos muchachas se convirtieron en excelentes amigas a pesar de sus diferencias económicas y entre ambas forjaron una sociedad de mutuo beneficio: Rosa Emilia ayudaba a Rosa María económicamente mientras ésta le colaboraba en la parte académica.
Y fue precisamente el día de la fiesta de graduación de las dos Rosas cuando se encontarían con el hombre que cambiaría por siempre sus vidas: Ricardo Díaz (Luigi Aycardi), un Ingeniero Civil de clase media que trabajaba en la empresa de don Hildebrando, un maestro de obra que había surgido en el mundo de la construcción y que realizando dudosos contratos logró amasar una jugosa fortuna con la que se dedica a la compra de funcionarios, soborna jueces y gana jugosas licitaciones. Desde siempre Hildebrando ha sentido atracción por Rosa María, a quien conoció desde que él era humilde y a quien no dejará en paz, mucho menos ahora que tiene el poder del dinero.
Ricardo además de ser atractivo es ambicioso, mujeriego y amante de la vida fácil. A pesar de ser todo un seductor, Ricardo se enamora de Rosa María pero no deja de pensar en que Rosa Emilia -quien además le hace todo tipo de insinuaciones- le puede garantizar un futuro económico sin realizar mayores sacrificios.
Hildebrando se entera del romance secreto entre su empleado y Rosa María, quien para esa época trabaja en su compañía y decide tomar venganza involucrando a Rosa en la firma de unos documentos que le acarrearán serios problemas judiciales.
Rosa María, aconsejada por su novio quien obviamente conocía de los malos manejos realizados por su jefe -y por su amiga quien siempre le ha jugado doble en todos los aspectos- decide viajar al exterior para evadir la justicia, pero en ese momento es tomada presa y llevada a la cárcel.
La vida entonces le dará a la protagonista de esta historia un giro de 90 grados ya que durante el tiempo que permanezca tras las rejas tendrá que engañar a su familia haciéndoles creer que está viviendo en Estados Unidos, pero al tiempo ella será burlada por su novio y su supuesta amiga. Al salir de la cárcel Rosa María descubrirá toda la verdad, mucho más dolorosa y cruel de lo que suponía, y declarará la guerra a quienes tanto daño le hicieron. Jugará el mismo juego del engaño de sus adversarios y no descansará hasta recuperar el tiempo perdido. Rosa María y Rosa Emilia se enfrascarán entonces en una batalla por el amor, la lealtad, la justicia, el orgullo.

## Elenco
- Natalia Betancurt[1] – Rosa María Henao - (Protagonista)
- Catherine Siachoque[1] – Rosa Emilia Carrillo - (Villana principal)
- Luigi Aycardi[1] – Ricardo Díaz - (Protagonista)
- Chela del Río – Esperanza
- Teresa Gutiérrez – Pachita
- Claudia Aguirre – Jessica
- Enrique Carriazo – Paco Maria Rojas
- Martha Osorio – Amparo de Rojas
- Henry Castillo – Profesor Caicedo
- Harold Córdoba – Luis Rojas
- Elkin Díaz – Hugo Rojas
- Estefany Escobar – Sofía Díaz Henao
- Martina García – Caperusa Rojas
- Alejandro López – Sergio
- María Cristina Montoya – Griselda Rojas
- Álvaro Ruiz – Concejal Armando Carrillo
- Lady Tabares – Lady Rojas
- Waldo Urrego – Hildebrando
- Iris Oyola – Norfalia
- Aura Helena Prada – Fanny
- Andrés Bermúdez – Augusto
- Gustavo Restrepo – Abogado Fonseca
- Yesenia Valencia – La chiquis
- Tirza Pacheco

## Ficha técnica
- Dirección de Arte:  Carlos Ballesteros
- Dirección de Fotografía:  Juan Carlos Vásquez
- Script: Elena Valencia
- Edición: Claudia Acevedo

## Premios y nominaciones

### Premios India Catalina
| Premio Fecha de ceremonia                     | Categoría              | Nominados        | Resultado |
| --------------------------------------------- | ---------------------- | ---------------- | --------- |
| XVI Premios India Catalina 4 de marzo de 2000 | Mejor actor de reparto | Enrique Carriazo | Ganador   |
| XVI Premios India Catalina 4 de marzo de 2000 | Revelación artística   | Martina García   | Nominada  |

### Premios Tvynovelas
| Año  | Categoría                              | Nominado                            | Resultado |
| ---- | -------------------------------------- | ----------------------------------- | --------- |
| 2001 | Mejor telenovela                       |                                     | Nominada  |
| 2001 | Mejor actriz protagónica de telenovela | Natalia Betancurt                   | Nominada  |
| 2001 | Mejor actriz antagónica de telenovela  | Catherine Siachoque                 | Nominada  |
| 2001 | Mejor actor de reparto de telenovela   | Enrique Carriazo                    | Ganador   |
| 2001 | Mejor actriz/actor revelación          | Martina García                      | Nominada  |
| 2001 | Mejor actriz infantil                  | Estefania Escobar                   | Ganadora  |
| 2001 | Mejor director                         | Mario Gonzalez                      | Nominado  |
| 2001 | Mejor libretista                       | Dago Garcia y Luis Felipe Salamanca | Nominados |

### Otros premios
- (2002) La orquídea de Oro - EE. UU.  mejor actriz antagónica: Catherine Siachoque  (Ganadora)
- (2002) premio "Inte"  Como mejor actriz antagónica: Catherine Siachoque (Nominada)
- (2001) Palmas De Oro  Mejor actriz protagónica de telenovela extranjera: Catherine Siachoque  (Ganadora)